# Ocumare de la Costa
Ocumare de la Costa es una localidad venezolana ubicada en el extremo norte del estado Aragua, capital del Municipio Ocumare de la Costa de Oro. Ocumare está ubicado en las faldas de la cordillera de la Costa, lo que le añade los elementos naturales peculiares de la faja litoral del parque nacional Henri Pittier. Después del cultivo de cacao, la pesca de mar es en la actualidad la segunda actividad en importancia para la comunidad.
Ocumare de la Costa se encuentra ubicado a 43 km al norte de la ciudad de Maracay y tiene una población de alrededor de 13 847 habitantes.

## Historia

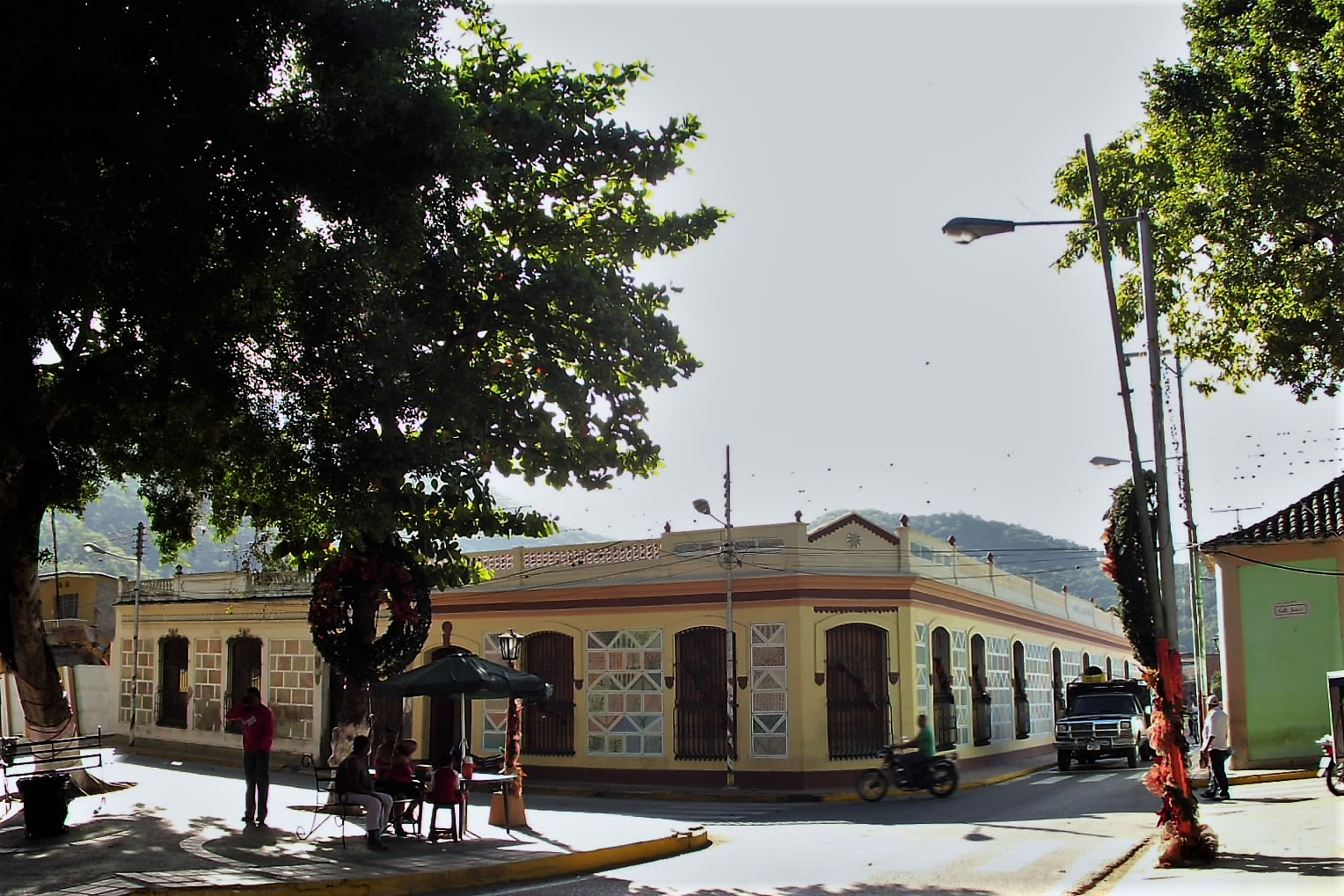
Casa de la Cultura

Ocumare de la Costa fue colonizada a mediados del siglo XVII como encomienda perteneciente al capitán Lorenzo Martínez Madrid y en 1731 se le dio conformación definitiva como pueblo. Los pobladores originarios de Ocumare de la Costa eran indígenas comandados por el Cacique Barriga.

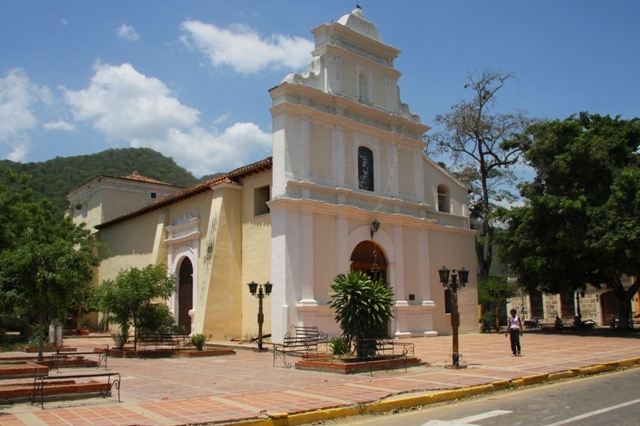
Iglesia San Sebastián

El 27 de abril de 1806 Francisco de Miranda intentó desembarcar en Venezuela por las playas de Ocumare de la Costa pero fue sorprendido por los bergantines de los guardacostas españoles Argos, de veinte cañones, y Celoso, de dieciocho.
El 6 de julio de 1816 Simón Bolívar desembarcó en Ocumare de la Costa procedente de Haití y estableció en la costa su cuartel general de manera temporal. Fue durante esa estadía que el Libertador proclamó su célebre abolición de la esclavitud y declaró derogado el Decreto de Guerra a Muerte con el que 

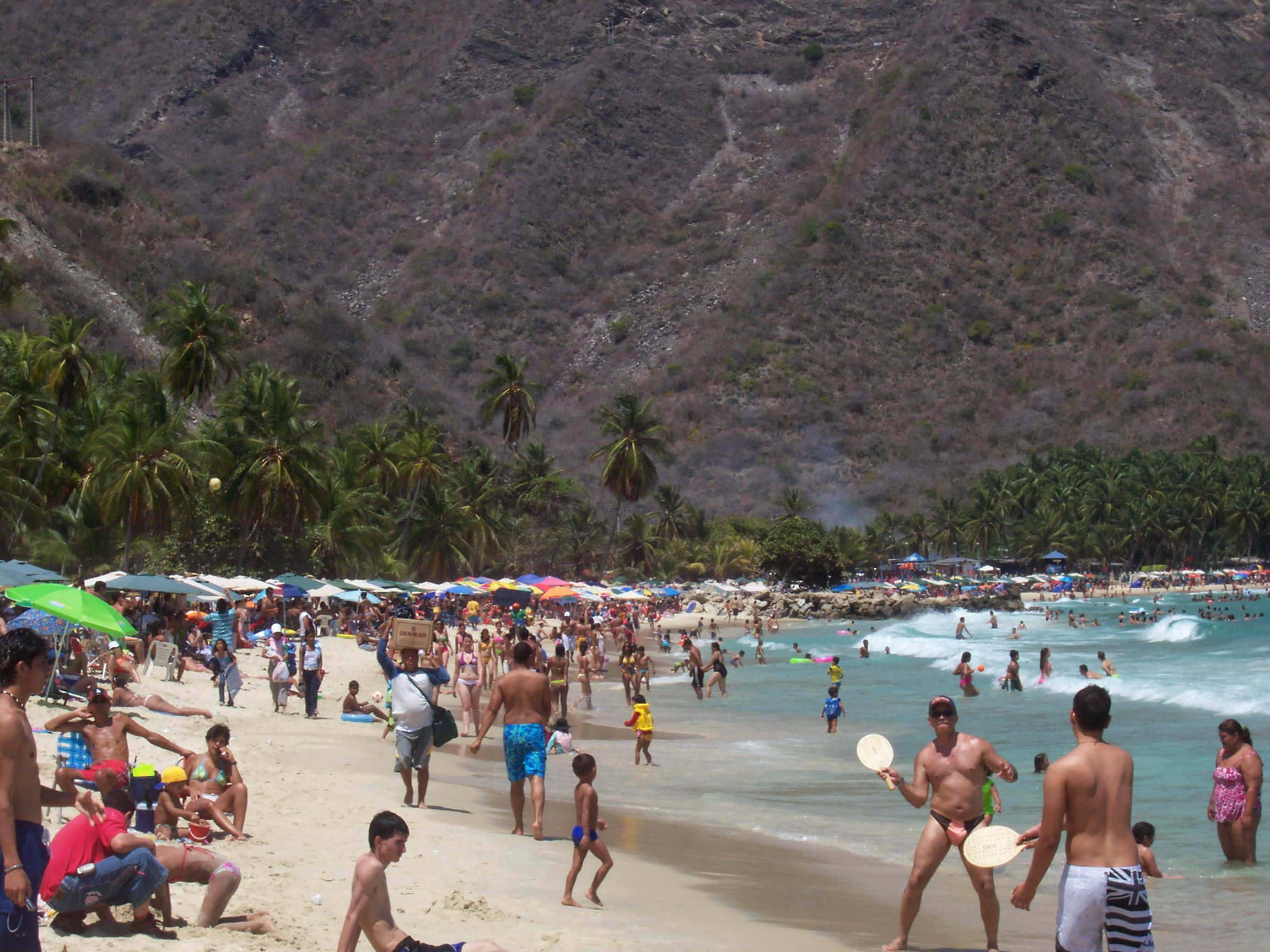
Bahía de Cata

se inauguró la Independencia de Venezuela. Desde Ocumare escribió a la población de Caracas:

«Esta porción desgraciada de nuestros hermanos que han gemido bajo las miserias de la esclavitud, ya es libre. La naturaleza, la justicia y la política piden la emancipación de los esclavos: de aquí en adelante solo habrá en Venezuela una clase de hombres, todos serán ciudadanos.»
Simón Bolívar

En 1910 el entonces presidente de Venezuela Juan Vicente Gómez decretó la construcción de la carretera a Ocumare de la Costa, hecha completamente por los presos de la época.

## Nativos de Ocumare de la Costa

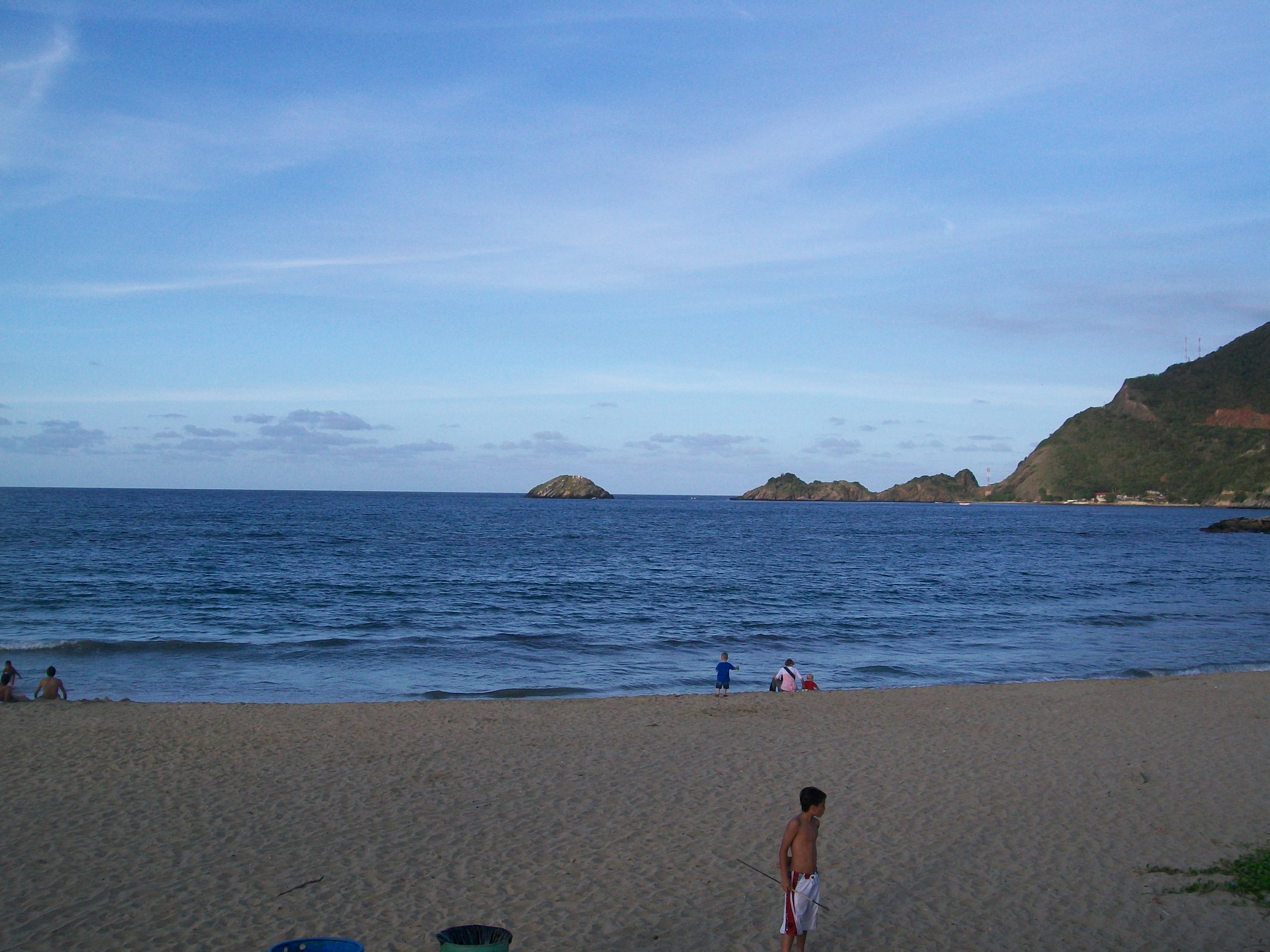
Playa La Punta al norte del pueblo de Ocumare de la Costa.

- David Concepción